# Боллон
Боллон (англ. Bollon) — город в юго-западном Квинсленде, Австралия. Входит в состав графства Балонн. Находится в 634 км от столицы штата — Брисбена, в 507 км от Тувумбы и в 123 км от центра графства — Сент-Джорджа. Город расположен на шоссе Балонн между Сент-Джорджем и Каннамаллой на берегах ручья Уоллам. Согласно переписи населения 2006 года население Боллона и окрестностей насчитывало 335 человек.
Боллон был основан в 1879 году. Считается, что название города произошло от аборигенного названия ручья Уоллам или от типа каменного топора. В зарослях камальдолийского эвкалипта, тянущихся вдоль ручья, проживает большая популяция коал.